# Roman Berdnikov
Roman Berdnikov (em russo:  Роман Борисович Бердников, nascido em 31 de agosto de 1974) é um tenente-general russo e o atual comandante do Distrito Militar do Oeste desde 3 de outubro de 2022. Anteriormente, ele comandou a intervenção russa na Guerra Civil Síria.

## Biografia
Roman Borisovich Berdnikov nasceu em 31 de agosto de 1974 na cidade de Kamen-na-Obi, União Soviética. De 1981 a 1989 estudou na escola municipal número 4. Em 1989, ingressou na Escola Militar Suvorov em Kiev. Ele se formou em 1991 e imediatamente ingressou na Escola Superior de Comando Militar de Moscou, onde se formou em 1995. Casou-se em 1993, ainda como cadete. Ele também participou das Paradas do Dia da Vitória em Moscou em 1995.
Após o comissionamento, Berdnikov começou a servir como comandante de pelotão motorizado em Novosibirsk, subindo para o posto de chefe de gabinete de um regimento motorizado lá. Berdnikov se formou na Academia de Armas Combinadas em 2003. Depois de comandar um regimento por 2 anos e meio, Berdnikov tornou-se vice-comandante de brigada. Assumiu o comando da 59.ª Brigada Separada de Fuzileiros Motorizados do Distrito Militar do Leste em fevereiro de 2012 e foi promovido ao posto de major-general em 11 de junho de 2014. Continuou no comando da brigada até agosto de 2014, quando ingressou na Academia Militar do Estado Maior das Forças Armadas da Rússia.
Após a formatura, ele foi nomeado comandante do 29.º Exército de Armas Combinadas em 4 de março de 2019, onde seus ganhos foram declarados em 3.674.904,53 rublos (equivalente a cerca de 56 mil dólares americanos), cerca de um milhão de rublos a mais do que no ano anterior. Ele foi promovido ao posto de tenente-general em 10 de dezembro de 2020.
Em outubro de 2021, foi nomeado Comandante do Grupo de Forças das Forças Armadas da Rússia na Síria. Berdnikov ainda estava na Síria em 9 de maio de 2022, quando revisou o Desfile do Dia da Vitória na Base Aérea de Khmeimim.
No início de junho de 2022, espalharam-se rumores de que Berdnikov foi morto na Ucrânia durante a Guerra Russo-Ucraniana, embora algumas fontes argumentem que a fatalidade foi do general Roman Kutuzov, cuja morte foi confirmada pela mídia russa em 5 de junho.
De acordo com relatos não confirmados da midia, em 28 de setembro de 2022 ele foi nomeado Comandante do Distrito Militar Ocidental da Rússia, substituindo o Coronel-general Alexander Zhuravlyov.

## Honrarias
- Ordem por Mérito à Pátria, 4ª classe com espadas
- Ordem de Alexander Nevsky
- Ordem de Mérito Militar
- Medalha de Suvorov
- Medalha comemorativa do 50.º aniversário da vitória na Grande Guerra Patriótica de 1941–1945